# Danuta Polak
Danuta Polak (ur. 1 stycznia 1945 w Hoduciszkach) – polska polityk, nauczycielka i działaczka związkowa, posłanka na Sejm II i IV kadencji.

## Życiorys
Ukończyła studia pedagogiczne w Instytucie Kształcenia Nauczycieli w Łodzi oraz Studium Kwalifikacyjne z pedagogiki specjalnej w IKN w Warszawie. W latach 1971–1993 i 1997–2001 była etatowym pracownikiem Związku Nauczycielstwa Polskiego.
W 1993 z ramienia Unii Pracy uzyskała mandat posłanki II kadencji, nie utrzymała go w 1997. W wyborach samorządowych w 1998 bezskutecznie ubiegała się o mandat radnej sejmiku śląskiego z listy koalicji Przymierze Społeczne. Po raz drugi wybrana do Sejmu w 2001 z listy koalicji SLD-UP w okręgu częstochowskim. Bez powodzenia kandydowała do Senatu w 2005 oraz w powtórzonych w tym okręgu wyborach w 2006. Bezskutecznie startowała także do rady miejskiej w 2006 i do Sejmu w 2007.
Została m.in. członkinią komisji edukacji przy radzie miasta Częstochowa, członkinią władz krajowych Unii Pracy, prezesem oddziału Stowarzyszenia Otwarte Drzwi w Częstochowie i skarbnikiem Związku Polskich Parlamentarzystów.
W 1997 została odznaczona Medalem Komisji Edukacji Narodowej.